# 107
Cette page concerne l'année 107  du calendrier julien. Pour l'année 107 av. J.-C., voir 107 av. J.-C. Pour le nombre 107, voir 107 (nombre).
L'année 107 est une année commune qui commence un vendredi.

## Événements
- Un prince japonais envoie une ambassade à la cour des Han en Chine, et lui verse un tribut. Il leur présente 160 shengkou (peut être des esclaves, des étudiants ou des acrobates) [1].
- Une ambassade indienne est reçue par l'empereur romain Trajan (date probable, selon Dion Cassius)[2].

## Décès en 107
- 20 décembre : Martyre d’Ignace, évêque d’Antioche, qui est livré aux fauves dans l’arène à Rome (date traditionnelle)[3].